# Jorge Siviero
Jorge Luis Siviero (Montevideo, 13 maggio 1952) è un ex calciatore uruguaiano, di ruolo attaccante.

## Carriera
Ha giocato nella prima divisione uruguaiana ed in quella cilena.

## Palmarès

### Club

#### Competizioni nazionali
- Campionato cileno: 1

Cobreloa: 1982